# Abtenkroniek van Aduard
De Abtenkroniek van Aduard is een handschrift uit de vijftiende en zestiende eeuw. Het geeft een beschrijving van de stichting van het klooster van Aduard en geeft vervolgens een opsomming van alle abten die aan het hoofd hebben gestaan van het klooster tussen de stichting in 1192 en 1578. De kroniek, in het Latijn, is meermalen uitgegeven, het laatst, met een Nederlandse vertaling, in 2010. Het handschrift is, samen met de kerk van Aduard en het Aduardergasthuis, het enige overblijfsel van het klooster dat in de late Middeleeuwen het grootste klooster in de Nederlanden was.

## Uitgaven en vertalingen
- Hugo Franciscus van Heussen (ed.), Historia seu Notitia Episcopatus Groningensis, Leiden en Brussel 1719, p. 32-43 (Historia episcopatuum Belgii, dl. 2)
- H[ugo] van R[ijn] (ed.), Oudheden en Gestichten van Groningen en Groningerland, mitsgaders van het Land van Drent, Leiden 1724, p. 211-322
- H[ugo] van R[ijn] (ed.), Kerkelijke Historien en Outheden der Zeven Vereenigde Provintien, dl. 5, Leiden 1726, p. 325-353
- Franciscus Koppius, Specimen theologicum continens Vitas ac gesta abbatum Adwerdensium, Groningen 1850
- Hajo Brugmans, 'De kroniek van het klooster Aduard', in: Bijdragen en Mededeelingen van het Historisch Genootschap 23 (1902), 1-188, hier p. 35-110  (met bijlagen, waaronder kloosterrekening 1595)
- Jaap J. van Moolenbroek en J.A. Mol (Hans) (ed.), De abtenkroniek van Aduard: studies, editie en vertaling, Hilversum: Verloren; Leeuwarden: Fryske Akademy, 2010 (373 p.)